# ريموندو مارتيني
ريموندو مارتيني (نحو 1230 - 1284 م) هو لاهوتي دومينيكي ومبشر ومستشرق إسباني، ولد سنة 1230م في إقليم قطالونيا وتوفي سنة 1284 في برشلونة، انخرط في رهبنة الدومنيكان وفي 1250 اختاره رؤساؤه لدراسة اللغات الشرقية للتمكن من التبشير والرد على المسلمين، فذهب إلى تونس وأنشأ هناك مدرسة لتعليم العربية للمبشرين.
ومن أهم مؤلفاته في هذه الفترة كتاب – خنجر الإيمان في صدور المسلمين واليهود – وقد أتم تأليفه بعد 1278م، وقد قصد من هذا الكتاب أن يضع في أيدي إخوته في الطريقة الدومنيكانية سلاحا للدفاع عن العقائد المسيحية - فقد كان من اهداف الاستشراق معرفة الآخر، ثقافته ودينه في محاولة للرد عليها - خصوصًا ضد اعتراضات اليهود على دعوى يسوع أنه المسيح وعلى عقيدة التثليث، وللتدليل على نبوة مريم يستند إلى الأيات القرأنية المتعلقة بمريم والمسيح، كذلك يستشهد بحديث نبوي أورده البخاري ومسلم ومفاده – أن كل مولود مسه الشيطان إلى يسوع –. كلك يتطرق لجدال الفلاسفة المسلمين خصوصًا الغزالي في أمور تتعلق بالله والعالم وخلود الروح، فيستشهد بصفحات من كتاب الغزالي تهافت الفلاسفة ويستشهد بما إحتج به على الفلاسفة، وينقل أيضا عن الإشارات لإبن سينا نصا يتعلق بالنعيم بالجنة - ص 197 – ورده على جالينيوس في نظريته حول النفس، وكثيرا ما يشير إلى رد ابن رشد على الغزالي حول علم الله بالجزئيات والكليات.
كذلك أتقن ريموندو مارتيني العربية بطلاقة كتابة وقراءة، إلى درجة أنه كتب سورة معارضة للقرأن ! وقد بقيت هذه المعارضة في مخطوطة كتاب - Vocabulista in Arabic * -، كذلك ألف كتابا بعنوان: الخلاصة ضد القران، وأخر بعنوان خطام اليهود لكن كليهما مفقود. أهم مؤلفاته هو: Pugio Fidei Adversos Mauros et Judaeos «خنجر الإيمان في صدور المسلمين واليهود».

## الهامش
1. ↑  Ramon Marti, Raimondo Martí, Raimundus Marti, Raymundo Martini, Raymond Martin, Raymund Martin, Raymond Martini, Raymundus Martini, Ramón Martí